# راتشيل هوروفيتز
راتشيل هوروفيتز (بالإنجليزية: Rachael Horovitz)‏ هي منتجة أفلام أمريكية، ولدت في 1961.

## وصلات خارجية
- راتشيل هوروفيتز على موقع IMDb (الإنجليزية)
- راتشيل هوروفيتز على موقع قاعدة بيانات الفيلم (الإنجليزية)